# بهنگر
بهنگر، روستایی است از توابع بخش باشتین شهرستان داورزن در استان خراسان رضوی ایران.

## جمعیت
این روستا در دهستان مهر قرار داشته و بر اساس سرشماری سال ۱۳۹۵ جمعیت آن ۱۲۰ نفر (۴۰ خانوار) بوده‌است.